# Java (singel)
Java – singel Augustusa Pablo wydany w roku 1972 przez wytwórnię Impact!. Zawiera dwa nagrania – instrumentalny utwór "Java" w wersji oryginalnej oraz w wersji dubowej. Muzykę stworzył Clive Chin i Augustus Pablo.
Wyróżnikiem "Javy" jest "wschodni" motyw zagrany na harmonijce klawiszowej. Nagranie to wzbudziło międzynarodową sensację.
"Java" powstała w 1971 roku w Randy’s Studio in Kingston na Jamajce. Singel został wydany jako winyl w formacie 7"/45 RPM. Numer katalogowy to AB-1972.
Po sukcesie "Javy", Clive Chin został producentem albumu długogrającego Java Java Dub (nagrany w 1972) w wykonaniu różnych artystów oraz producentem i współautorem płyty This Is Augustus Pablo Augustusa Pablo (nagrany w 1973).

## Lista utworów
1. "Java"[1]
2. "Java Dub"[1]